# Benny Brown
Benny Brown (San Francisco (California), Estados Unidos, 27 de septiembre de 1953-Ontario (California), 1 de febrero de 1996) fue un atleta estadounidense, especializado en la prueba de 4x400 m en la que llegó a ser campeón olímpico en 1976.

## Carrera deportiva
En los JJ. OO. de Montreal 1976 ganó la medalla de oro en los 4x400 metros, con un tiempo de 2:58.65 segundos, por delante de Polonia y Alemania Occidental, siendo sus compañeros de equipo: Herman Frazier, Fred Newhouse y Maxie Parks.